# Get Loose Tour
Tournées par Nelly Furtado
Come as You Are Tour  (2004) Get Loose Open Air  (2008)
Get Loose Tour est la troisième tournée de la chanteuse luso-canadienne Nelly Furtado pour soutenir son troisième album studio Loose. La tournée a débuté le 17 octobre 2006 à Mexico au Mexique et s'est achevée le 28 juillet 2007 à Coimbra au Portugal.
Après le succès de son album Loose, cette tournée est passée par l'Amérique du Sud, l'Europe, le Canada, et les États-Unis.

## Dates de la tournée
| Amérique Centrale |                |            |                                     |
| 17 octobre 2006   | Mexico         | Mexique    | Salón 21                            |
| Europe            |                |            |                                     |
| 16 février 2007   | Manchester     | Angleterre | Manchester Evening News Arena       |
| 17 février 2007   | Glasgow        | Écosse     | Clyde Auditorium                    |
| 18 février 2007   | Nottingham     | Angleterre | Nottingham Arena                    |
| 20 février 2007   | Birmingham     | Angleterre | National Exhibition Centre          |
| 21 février 2007   | Londres        | Angleterre | Hammersmith Apollo                  |
| 24 février 2007   | Paris          | France     | Paris Olympia                       |
| 25 février 2007   | Düsseldorf     | Allemagne  | Philips Halle                       |
| 26 février 2007   | Bruxelles      | Belgique   | Forest National                     |
| 28 février 2007   | Milan          | Italie     | Alcatraz                            |
| 3 mars 2007       | Winterthour    | Suisse     | Eishalle                            |
| 5 mars 2007       | Stuttgart      | Allemagne  | Porsche Arena                       |
| 6 mars 2007       | Munich         | Allemagne  | Olympiahalle                        |
| 7 mars 2007       | Vienne         | Autriche   | Gasometer                           |
| 8 mars 2007       | Leipzig        | Allemagne  | Leipzig Arena                       |
| 10 mars 2007      | Francfort      | Allemagne  | Jahrhunderthalle                    |
| 11 mars 2007      | Hambourg       | Allemagne  | Alsterdorfer Sporthalle             |
| 12 mars 2007      | Berlin         | Allemagne  | Arena In Treptow                    |
| 13 mars 2007      | Amsterdam      | Pays-Bas   | Heineken Music Hall                 |
| 15 mars 2007      | Amsterdam      | Pays-Bas   | Heineken Music Hall                 |
| 16 mars 2007      | Copenhague     | Danemark   | Valby Hallen                        |
| 17 mars 2007      | Stockholm      | Suède      | Hovet                               |
| Amérique du Nord  |                |            |                                     |
| 21 mars 2007      | Victoria       | Canada     | Save-On-Foods Memorial Centre       |
| 22 mars 2007      | Vancouver      | Canada     | General Motors Place                |
| 23 mars 2007      | Kelowna        | Canada     | Prospera Place                      |
| 25 mars 2007      | Grande Prairie | Canada     | Crystal Centre                      |
| 26 mars 2007      | Edmonton       | Canada     | Shaw Conference Centre              |
| 27 mars 2007      | Calgary        | Canada     | Pengrowth Saddledome                |
| 4 avril 2007      | Toronto        | Canada     | Air Canada Centre                   |
| 5 avril 2007      | Montréal       | Canada     | Bell Centre                         |
| 6 avril 2007      | Ottawa         | Canada     | Scotiabank Place                    |
| 30 mai 2007       | Hollywood      | États-Unis | Seminole Hard Rock Hotel and Casino |
| 31 mai 2007       | Orlando        | États-Unis | Hard Rock Live                      |
| 1er juin 2007     | Atlanta        | États-Unis | Fox Theatre                         |
| 3 juin 2007       | Portsmouth     | États-Unis | Ntelos Pavilion                     |
| 4 juin 2007       | New Jersey     | États-Unis | Starland Ballroom                   |
| 5 juin 2007       | Boston         | États-Unis | Agganis Arena                       |
| 7 juin 2007       | New York       | États-Unis | Theatre at Madison Square Garden    |
| 8 juin 2007       | Fairfax        | États-Unis | Patriot Center                      |
| 9 juin 2007       | Cleveland      | États-Unis | Time Warner Cable Amphitheater      |
| 11 juin 2007      | Détroit        | États-Unis | Detroit Opera House                 |
| 12 juin 2007      | Rosemont       | États-Unis | Rosemont Theatre                    |
| 13 juin 2007      | St. Paul       | États-Unis | Xcel Energy Center                  |
| 15 juin 2007      | Denver         | États-Unis | The Fillmore Auditorium             |
| 17 juin 2007      | Grand Prairie  | États-Unis | Nokia Theatre                       |
| 19 juin 2007      | Phoenix        | États-Unis | Dodge Theatre                       |
| 20 juin 2007      | Los Angeles    | États-Unis | Greek Theatre                       |
| 21 juin 2007      | Oakland        | États-Unis | Paramount Theatre                   |
| 23 juin 2007      | Las Vegas      | États-Unis | Red Rock Casino Resort              |
| Europe            |                |            |                                     |
| 27 juillet 2007   | Cantanhede     | Portugal   | Albufeira Stadium                   |
| 28 juillet 2007   | Coimbra        | Portugal   | ExpoFACIC                           |

## La Set-List de la Tournée
- 1re Partie
  - Afraid (intro)
  - Say It Right
  - Turn off the Light (Remix)
  - Powerless (Say What You Want)
  - Do It
  - Wait for You

- 2e Partie
  - Showtime
  - Crazy
  - In God's Hands
  - Try
  - All Good Things (Come to an End)

- 3e Partie
  - SexyBack (chanté par la choriste Jasmine)
  - Give it to Me
  - I'm like a Bird (Remix)
  - Glow & Heart of Glass
  - Força
  - Promiscuous

- 4e Partie
  - Party's Just Begun
  - No Hay Igual
  - Maneater

La Set-List de la tournée reste la même pour tous les concerts mis à part les deux concerts au Portugal : les chansons Crazy et In God's hands sont respectivement remplacées par Sozinha (de Caetano Veloso) et Tudo o Que Eu Te Dou (en duo avec Pedro Abrunhosa)

## DVD
Le DVD de la tournée Loose The Concert a été filmé le 4 avril 2007 à Toronto.